# Aire d'attraction de Lille (partie française)
L'aire d'attraction de Lille (partie française) est un zonage d'étude défini par l'Insee pour caractériser l’influence de la commune de Lille sur les communes environnantes. Publiée en octobre 2020, elle compte 201 communes et se substitue à l'aire urbaine de Lille qui comportait 125 communes dans le zonage de 2010.

## Définition
L'aire d'attraction d'une ville est composée d’un pôle, défini à partir de critères de population et d’emploi ainsi que d’une couronne constituée des communes dont au moins 15 % des actifs travaillent dans le pôle. Le pôle d’attraction constitue ainsi un point de convergence des déplacements domicile-travail,.

## Géographie
L’aire d'attraction de Lille (partie française) est une aire inter-départementale qui comporte 201 communes : 174 situées dans le département du Nord et 27 dans le Pas-de-Calais. 
En dépit de son nombre relativement élevé de communes, c'est la moins étendue des aires d'attraction de 700 000 habitants ou plus, avec 1 666,4 km2. Elle est en effet encadrée par la Belgique au nord et à l'est et par d'importantes aires d'attraction secondaires au sud, en particulier les aires d'attraction de Valenciennes, Douai et Lens, qui limitent son expansion (à la différence des aires d'attraction de Toulouse ou Bordeaux, qui couvrent un territoire près de quatre fois plus étendu).

### Carte

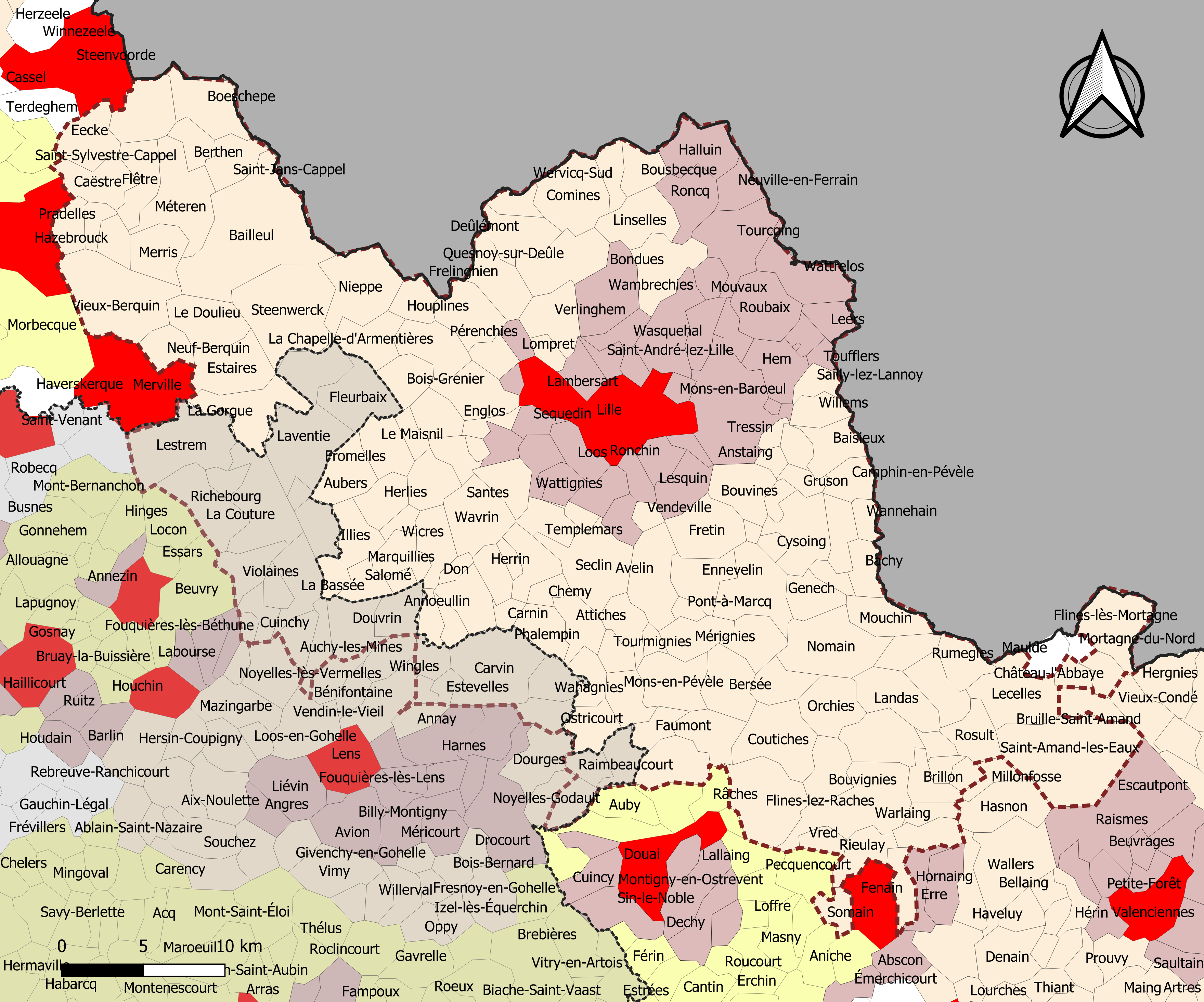
Carte de l'aire d'attraction de Lille (partie française).
Commune-centre
Commune du pôle principal
Commune de la couronne

### Composition communale
| Catégorie                  | Département   | Communes | Communes |
| Catégorie                  | Département   | Nombre   | Libellé |
| -------------------------- | ------------- | -------- | --- |
| Commune-centre             | Nord          | 1        | Lille. |
| Communes du pôle principal | Nord          | 36       | Villeneuve-d'Ascq, Capinghem, Croix, Emmerin, Faches-Thumesnil, Forest-sur-Marque, Hallennes-lez-Haubourdin, Halluin, Haubourdin, Hem, Lambersart, Lannoy, Leers, Lesquin, Lezennes, Loos, Lys-lez-Lannoy, La Madeleine, Marcq-en-Barœul, Marquette-lez-Lille, Mons-en-Barœul, Mouvaux, Neuville-en-Ferrain, Pérenchies, Ronchin, Roncq, Roubaix, Saint-André-lez-Lille, Sequedin, Templemars, Toufflers, Tourcoing, Wambrechies, Wasquehal, Wattignies, Wattrelos. |
| Communes de la couronne    | Nord          | 137      | Aix-en-Pévèle, Allennes-les-Marais, Annœullin, Anstaing, Armentières, Attiches, Aubers, Auchy-lez-Orchies, Avelin, Bachy, Bailleul, Baisieux, La Bassée, Bauvin, Beaucamps-Ligny, Bersée, Berthen, Beuvry-la-Forêt, Boeschepe, Bois-Grenier, Bondues, Borre, Bourghelles, Bousbecque, Bousignies, Bouvignies, Bouvines, Brillon, Bruille-lez-Marchiennes, Caëstre, Camphin-en-Carembault, Camphin-en-Pévèle, Cappelle-en-Pévèle, Carnin, La Chapelle-d'Armentières, Château-l'Abbaye, Chemy, Chéreng, Cobrieux, Comines, Coutiches, Cysoing, Deûlémont, Le Doulieu, Eecke, Englos, Ennetières-en-Weppes, Ennevelin, Erquinghem-le-Sec, Erquinghem-Lys, Escobecques, Estaires, Faumont, Fenain, Flêtre, Flines-lès-Mortagne, Flines-lez-Raches, Fournes-en-Weppes, Frelinghien, Fretin, Fromelles, Genech, Godewaersvelde, Gondecourt, La Gorgue, Gruson, Hantay, Herlies, Herrin, Houplin-Ancoisne, Houplines, Illies, Landas, Lecelles, Linselles, Lompret, Louvil, Le Maisnil, Marchiennes, Marquillies, Mérignies, Merris, Méteren, Moncheaux, Mons-en-Pévèle, Mouchin, Neuf-Berquin, La Neuville, Nieppe, Nomain, Noyelles-lès-Seclin, Orchies, Ostricourt, Péronne-en-Mélantois, Phalempin, Pont-à-Marcq, Pradelles, Prémesques, Provin, Quesnoy-sur-Deûle, Radinghem-en-Weppes, Raimbeaucourt, Rieulay, Rosult, Rumegies, Sailly-lez-Lannoy, Sainghin-en-Mélantois, Sainghin-en-Weppes, Saint-Amand-les-Eaux, Saint-Jans-Cappel, Salomé, Saméon, Santes, Sars-et-Rosières, Seclin, Steenwerck, Strazeele, Templeuve-en-Pévèle, Thumeries, Thun-Saint-Amand, Tilloy-lez-Marchiennes, Tourmignies, Tressin, Vendeville, Verlinghem, Vieux-Berquin, Vred, Wahagnies, Wandignies-Hamage, Wannehain, Warlaing, Warneton, Wavrin, Wervicq-Sud, Wicres, Willems, Don. |
| Communes de la couronne    | Pas-de-Calais | 27       | Auchy-les-Mines, Billy-Berclau, Cambrin, Carvin, Courcelles-lès-Lens, La Couture, Cuinchy, Douvrin, Estevelles, Évin-Malmaison, Festubert, Fleurbaix, Givenchy-lès-la-Bassée, Haisnes, Laventie, Leforest, Lestrem, Lorgies, Meurchin, Neuve-Chapelle, Oignies, Pont-à-Vendin, Richebourg, Sailly-sur-la-Lys, Vieille-Chapelle, Violaines, Libercourt. |

## Démographie
Avec 1,5 million d'habitants, l'aire d'attraction de Lille relève de la catégorie des aires de 700 000 habitants ou plus (hors Paris), une catégorie qui regroupe 19,7 % de la population au niveau national. C'est la quatrième aire d'attraction de France en nombre d'habitants, après les aires d'attraction de Paris, Lyon et Marseille - Aix-en-Provence, et la plus densément peuplée des aires de 700 000 habitants ou plus. Encadrée du sud-est au sud-ouest par les aires d'attraction contigües de Valenciennes (338 000 habitants), Douai (199 000 habitants), Lens-Liévin (321 000 habitants) et Béthune (77 000 habitants), Lille et le bassin minier forment au total un vaste ensemble urbain de plus de 2,4 millions de personnes, soit quatre habitants sur dix de la région des Hauts-de-France, sur un territoire de 3 260 km2, soit moins de 10% de la superficie régionale.